# Phoraspis fastuosa
Phoraspis fastuosa är en kackerlacksart som beskrevs av Blanchard 1837. Phoraspis fastuosa ingår i släktet Phoraspis och familjen jättekackerlackor. Inga underarter finns listade i Catalogue of Life.